# Heinrich Theodor Rötscher
Heinrich Theodor Rötscher, född den 20 september 1803 i Mittenwalde, död den 9 april 1871, var en tysk kritiker.
Rötscher blev gymnasielärare i Bromberg 1828 och teaterkritiker i "Spenersche Zeitung" i Berlin 1845. Han var en högt ansedd bedömare av både talscenens och den lyriska scenens företeelser. Med den lärdes grundlighet förenade han en konstnärs kynne. Bland hans skrifter märks Aristophanes und sein Zeitalter (1827), Abhandlungen zur Philosophie der Kunst (1837-42), Die Kunst der dramatischen Darstellung (3 band, 1841-46; 2:a upplagan 1864), hans främsta arbete, vilket blivit kallat "skådespelarnas bibel", och Dramaturgische Abhandlungen und Kritiken (1864 och 1867).